# 楊鳳 (弘治進士)
楊鳳（1466年—？），字文明，府軍前衛籍，湖廣黃州衛人，明朝政治人物。

## 生平
弘治八年（1495年）乙卯科順天府鄉試第四十二名舉人。弘治九年（1496年）中式丙辰科會試第二百三十三名，三甲第五十六名進士。授河南西华县-知县，調任浙江东阳县知县，正德三年（1508年）秋七月选授南京浙江道試御史，七年任南京巡江御史，升任宁国府知府，十一年（1516年）十一月升陕西按察司副使。

## 家族
曾祖楊福源；祖父楊萃，封中書舍人；父楊本清，母孫氏（封孺人）；繼母賀氏。重庆下。